# Association des agences de la démocratie locale
 (mars 2012).
Si vous disposez d'ouvrages ou d'articles de référence ou si vous connaissez des sites web de qualité traitant du thème abordé ici, merci de compléter l'article en donnant les références utiles à sa vérifiabilité et en les liant à la section « Notes et références ».
L'Association des Agences de la Démocratie Locale (en anglais : Local Democracy Agencies, LDAs) est une association créée en 1999, à l'initiative du Conseil de l'Europe. 

## Organisation
L'association regroupe 150 membres (collectivités locales, ONG, associations) qui œuvrent dans les domaines de la démocratie locale, la bonne gouvernance, l'intégration européenne et la participation citoyenne. 
ALDA travaille pour la promotion des droits de l'homme, la démocratie et la citoyenneté active à travers les 11 Agences de la Démocratie Locale implantées dans les Balkans et le Sud Caucase. 
ALDA est une organisation membre du Mouvement européen.

## Thèmes de travail
La variété de ses membres (gouvernementaux, non gouvernementaux) et le vaste réseau international font d'ALDA une organisation unique travaillant sur les thèmes ci-dessous:

### Démocratie et citoyenneté
- Démocratie locale
- Bonne gouvernance
- Citoyenneté active
- Participation en politique

### Relations entre collectivités locales
- Coopération décentralisée
- Jumelage entre villes

### Autres relations
- Volontariat
- Intégration européenne

### Economie locale
- Développement économique local
- Microcrédit